# Lüneburg uralkodóinak listája

Lüneburg címere

Ezen a lapon Lüneburg uralkodóinak listája található a lüneburgi részfejedelemség megszületésétől, 1269-től egészen 1705-ig, amikor is csatlakozott a braunschweigi választófejedelemséghez. A lüneburgi állam eredetileg az egységes braunschweig–lüneburgi hercegségből szakadt ki és lett önálló ország mint Lüneburgi vagy Braunschweig–Lüneburgi Fejedelemség.

## Lüneburgi Fejedelemség (1269–1705)
| Kép | Uralkodó                             | Uralkodási idő | Élt          | Megjegyzés |
| --- | ------------------------------------ | -------------- | ------------ | --- |
|     | János lüneburgi fejedelem            | 1269–1277      | * 1242 †1277 | Braunschweig–Lüneburg társuralkodó hercege és Lüneburg fejedelme. |
|     | I. Ottó lüneburgi fejedelem          | 1277–1330      | * 1266 †1330 | Ragadványnevén Erős Ottó. |
|     | II. Ottó lüneburgi fejedelem         | 1330–1352      | * 1296 †1352 | Társuralkodója fivére, II. Vilmos braunschweig–lüneburgi herceg. |
|     | I. Vilmos lüneburgi fejedelem        | 1330–1369      | * 1300 †1369 | Társuralkodója fivére, III. Ottó braunschweig–lüneburgi herceg. |
|     | Magnusz lüneburgi fejedelem          | 1369–1370      | * 1324 †1373 | Ragadványnevén Fiatal Magnusz. Braunschweig–Lüneburg és Braunschweig–Wolfenbüttel fejedelme. |
|     | Albert lüneburgi fejedelem           | 1370–1385      | †1385        | Szász–wittenbergi herceg és Braunschweig–Lüneburg fejedelme. Társuralkodója fivére, I. Vencel szász–wittenbergi herceg.                                                                                           |
|     | Vencel lüneburgi fejedelem           | 1370–1388      | * 1337 †1388 | Társuralkodója fivére, Albert lüneburgi fejedelem. Szász–Wittenberg uralkodó hercege és Braunschweig–Lüneburg fejedelme.                                                                                          |
|     | Bernát lüneburgi fejedelem           | 1388–1409      | †1434        | Társuralkodója I. Henrik braunschweig–lüneburgi herceg. Braunschweig–Lüneburg és Braunschweig–Wolfenbüttel fejedelme.                                                                                             |
|     | I. Henrik lüneburgi fejedelem        | 11388–1416     | †1416        | Ragadványnevén Gyenge Henrik. Társuralkodója I. Bernát braunschweig–lüneburgi herceg. Braunschweig–Lüneburg és Braunschweig–Wolfenbüttel fejedelme.                                                               |
|     | II. Vilmos lüneburgi fejedelem       | 1416–1428      | * 1392 †1482 | Ragadványnevén Győzedelmes Vilmos. Társuralkodója fivére, II. Henrik braunschweig–lüneburgi herceg. Braunschweig–Wolfenbüttel, Braunschweig–Lüneburg, Braunschweig–Calenberg és Braunschweig–Göttingen fejedelme. |
|     | II. Henrik lüneburgi fejedelem       | 1416–1428      | * 1411 †1473 | Ragadványnevén Békés Henrik. Társuralkodója fivére, II. Vilmos braunschweig–wolfenbütteli fejedelem. Braunschweig–Wolfenbüttel és Braunschweig–Lüneburg fejedelme.                                                |
|     | I. Bernát lüneburgi fejedelem        | 1428–1434      | †1434        | Braunschweig–Lüneburg és Braunschweig–Wolfenbüttel fejedelme. Másodszorra uralkodik. |
|     | IV. Ottó lüneburgi fejedelem         | 1434–1446      | †1446        | Ragadványnevén Sánta Ottó. |
|     | I. Frigyes lüneburgi fejedelem       | 1434–1457      | * 1418 †1478 | Ragadványnevén Jámbor Frigyes. |
|     | II. Bernát lüneburgi fejedelem       | 1457–1464      | †1464        | Braunschweig–Lüneburg fejedelme és Hildesheim püspöke. |
|     | V. Ottó lüneburgi fejedelem          | 1464–1471      | †1471        | Ragadványnevén Nagylelkű Ottó. |
|     | I. Frigyes lüneburgi fejedelem       | 1472–1478      | * 1418 †1478 | Ragadványnevén Jámbor Frigyes. Másodszorra uralkodik. |
|     | III. Henrik lüneburgi fejedelem      | 1486–1520      | * 1468 †1532 | Ragadványnevén Középső Henrik. |
|     | VI. Ottó lüneburgi fejedelem         | 1520–1527      | * 1495 †1549 | Társuralkodója fivére, I. Ernő lüneburgi fejedelem. Braunschweig–Lüneburg fejedelme és Harburg nagyura. |
|     | I. Ernő lüneburgi fejedelem          | 1520–1546      | * 1497 †1546 | Ragadványnevén '1Hitvalló Ernő. Társuralkodója fivére, VI. Ottó lüneburgi fejedelem. |
|     | Ferenc lüneburgi fejedelem           | 1536–1539      | * 1508 †1549 | Braunschweig–Lüneburg és Braunschweig–Gifhorn fejedelme. |
|     | Ferenc Ottó lüneburgi fejedelem      | 1555–1559      | * 1530 †1559 | |
|     | III. Henrik lüneburgi fejedelem      | 1559–1569      | * 1533 †1598 | Társuralkodója fivére, III. Vilmos lüneburgi fejedelem. Braunschweig–Lüneburg és Braunschweig–Dannenberg fejedelme.                                                                                               |
|     | III. Vilmos lüneburgi fejedelem      | 1559–1592      | * 1535 †1598 | Ragadványnevén Ifjabb Vilmos. Társuralkodója fivére, Henrik braunschweig–dannenbergi fejedelem. |
|     | III. Vilmos lüneburgi fejedelem      | 1559–1592      | * 1535 †1598 | Ragadványnevén Ifjabb Vilmos. Társuralkodója fivére, Henrik braunschweig–dannenbergi fejedelem. |
|     | II. Ernő lüneburgi fejedelem         | 1592–1611      | * 1564 †1611 | |
|     | Keresztély lüneburgi fejedelem       | 1611–1633      | * 1566 †1633 | |
|     | I. Ágost lüneburgi fejedelem         | 1633–1636      | * 1568 †1636 | Ragadványnevén Idősebb Ágost. |
|     | II. Frigyes lüneburgi fejedelem      | 1636–1648      | * 1574 †1648 | |
|     | Keresztély Lajos lüneburgi fejedelem | 1648–1665      | * 1622 †1665 | Braunschweig–Lüneburg és Braunschweig–Calenberg–Göttingen fejedelme. |
|     | György Vilmos lüneburgi fejedelem    | 1665–1705      | * 1624 †1705 | Braunschweig–Lüneburg és Braunschweig–Calenberg–Göttingen fejedelme. |

| 1705-ben a Lüneburgi Fejedelemség csatlakozott a Braunschweig–Lüneburgi vagy Hannoveri Választófejedelemséghez. |
| --- |